# FBCニュースプラス1
『FBCニュースプラス1』（エフビーシー ニュースプラスワン）は、1988年4月4日から1996年3月29日まで福井放送（FBCテレビ）で平日夕方に放送されていた福井県向けのローカルニュース番組である（『NNNニュースプラス1』の福井県ローカルパート）。

## 概要
1988年4月4日、『TODAYふくい』の後番組としてスタート。1995年度から最後の1年間は、金曜日のみが『情報フロント530』の1コーナーとして放送されていた。
1996年3月29日、『夕方いちばんプラス1』の開始に伴って終了した。

## キャスター
- 清田精二
- 井上ますみ（1994年4月 - 1996年3月）
- 伊藤裕樹
- 森本茂樹

## 放送時間
- 月曜日 - 金曜日 18:00 - 19:00（1988年4月4日 - 1996年3月29日、JST）